# 大日影トンネル遊歩道

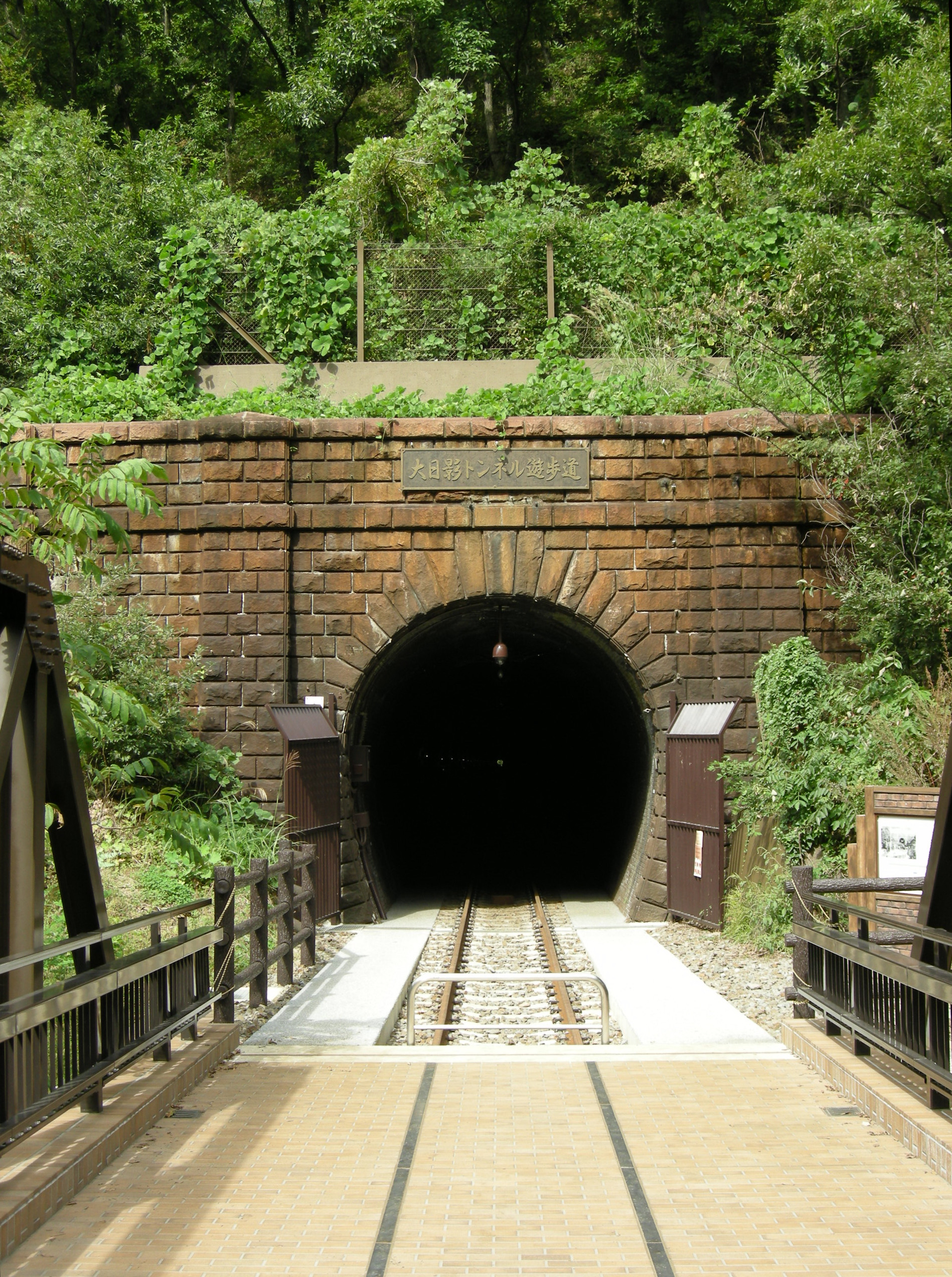
大日影トンネル遊歩道入り口（上り側（深沢口）から撮影）

大日影トンネル遊歩道（おおひかげトンネルゆうほどう）は、山梨県甲州市（旧・東山梨郡勝沼町）にある東日本旅客鉄道（JR東日本）中央本線の大日影トンネルを再利用した遊歩道である。勝沼ぶどう郷駅の上り方（東京方）に位置する。

## 概要

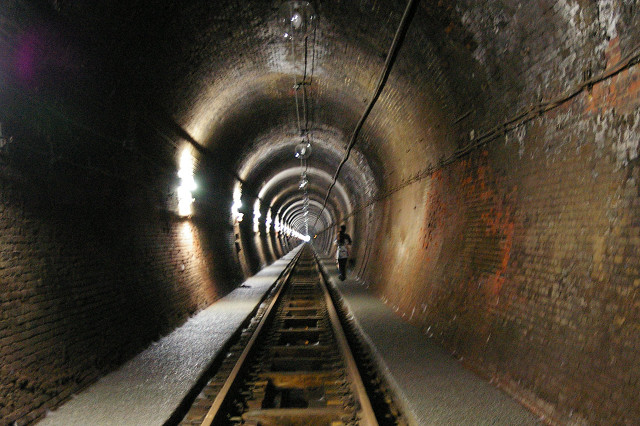
トンネル内部・開渠水路部分

大日影トンネルは、1896年（明治29年）に始まった中央本線八王子駅 - 甲府駅間建設に伴い掘削された。レンガ積みで造られた同トンネルは1902年（明治35年）に貫通、1903年（明治36年）に同区間は単線で開通し、勝沼・塩山・甲府などの甲州街道沿いの町々と八王子・東京との間の物流の所要時間は短縮され、ぶどうやワインの輸送量が爆発的に増加するなど、鉄道とトンネルの開通は地域の経済発展に大きく寄与した。輸送量の増大に合わせ1931年（昭和6年）に同区間の電化が行われた。
1968年（昭和43年）には複線化に伴い、並行して掘削された上り専用の新大日影トンネルが開通し、単線であった従来の大日影トンネルは下り専用とされた。1997年（平成9年）には線形改良等のため、隣に下り専用の新大日影第2トンネルが開通し、大日影トンネルは用途廃止された。その後は長らく放置されていたが、2005年（平成17年）にJR東日本から旧勝沼町へ無償譲渡され、2007年（平成19年）8月に遊歩道として整備された。
大日影トンネルの上り側出口（深沢口）に近接する深沢トンネルは、甲州市の管理する深沢トンネルワインカーヴに転用され、個人・法人向けに有料で貸与されている。両トンネルの間に、休憩所兼勝沼ワインカーヴ案内所が設けられている。
大日影トンネルは、深沢トンネル、勝沼宿の旧山梨田中銀行、祝橋などとともに、甲州市のワイン醸造を支えたインフラ施設・建築物として、2005年（平成17年）に土木学会選奨土木遺産に、2007年（平成19年）3月、経済産業省の近代化産業遺産に認定されており、甲州市では、これらの産業遺産を徒歩でめぐるルートとして「勝沼フットパス」を整備した。
2011年（平成23年）5月頃より、トンネルの入口付近を中心に漏水が確認され始め、台風や豪雨のたびに漏水が激しくなり、同年12月には専門業者による調査が行われ、経年経過に伴う補修が必要との報告がされた。このため、トンネルを管理する甲州市は2012年（平成24年）1月18日から補修工事のために閉鎖したが2013年（平成25年）4月2日までに工事が終わり、通行が再開された。
しかしながら、2015年（平成27年）度に実施したトンネル健全度調査で漏水及び経年劣化への予防対策が必要と判断され、2016年（平成28年）4月25日から再び閉鎖。その後改修工事を経て、2024年（令和6年）3月24日より通行を再開した。

## 遊歩道概要
- 全長 : 1367.8 m
- 全幅 : 3.57 m - 3.74 m
- 高さ : 4.90 m
- 管理 : 甲州市
- 営業時間 - 9:00 - 15:00
  - 東坑口位置（北緯35度39分34.1秒 東経138度45分7.8秒 / 北緯35.659472度 東経138.752167度）
  - 西坑口位置（北緯35度40分11.43秒 東経138度44分37.9秒 / 北緯35.6698417度 東経138.743861度）

内部は、レンガ、壁面にこびりついた煤煙、約330 mの開渠水路、待避所（36か所）、勾配標、キロポスト、ケーブル、保線用軌道自転車などの様子を間近に見学することが可能である。待避所のいくつかには、建設当時の様子などを紹介するパネルが掲示されている。片道約30分。トンネル内には2箇所に休憩所が設置されているがトイレはない。
また勝沼ぶどう郷駅に向かって25.2 ‰、25 ‰、の下り勾配となっている。

## アクセス
中央本線勝沼ぶどう郷駅下車すぐ